# 松山會 (山口組)
二代目松山會位於愛媛縣松山市道後湯月本部的設置地，日本的黑社會指定暴力團之一、六代目山口組旗下的2次團體。正式成員約280人。
松山會的前身為“松山連合会”，初期由岡本會、兵藤會、伊藤會、石鐵會、大西組5團體組成。
2012年11月 正田悟宣告引退、組織解散。

## 略年表
- 1989年1月愛媛縣松山的岡本會（會長・岡本雅博）、二代目兵藤會（會長・大谷勝治）、統風三友會構成3團體（大西組、石鐵會、三代目伊藤會）等計5團體結盟共組「松山連合會」。
- 1989年7月 加入親睦組織「西日本二十日會」。
- 1990年11月高松組加入。岡本雅博就任會長、組織改編。
- 1991年1月29日「西日本二十日會」解散。
- 1991年2月5日 加入五代目山口組（組長・渡边芳则），改稱「松山會」。
- 1996年10月 岡本因病退休。由正田 悟（二代目岡本會會長）繼承第2代會長、昇格山口組直参。

2012年11月 正田悟宣告引退組織解散；殘餘勢力被今治市的矢島組吸收。

## 歷代会长
- 初代：岡本雅博（五代目山口组若中）
- 第2代：正田 悟（六代目山口组若中）

## 最高幹部
- 會長・正田 悟
- 理事長・藤田正幸（三代目伊藤會會長）
- 理事長代行・篠原清吾（二代目飴矢組組長）
- 理事長代行・中山和廣（二代目河野組組長）
- 本部長・梶田順次（誠道會會長）
- 特別相談役・平原義秋（原副会长，平原組組長，原至誠會組織委員長）

## 其他組員
- 〔姓名不明〕（統風三友會會長）
- 奧田 進（奥田組組長）
- 荒川和典（荒川組組長）
- 村井 誠（誠興業組長）
- 三宅 有（三宅組組長）
- 正田賀素巳（正田滋知；二代目正田組組長。正田 悟的親弟）